# Notre Dame (Indiana)
Notre Dame è una località dello stato statunitense dell'Indiana, nella contea di St. Joseph, a nordest della città di South Bend.
Vi ha sede un'università (University of Notre Dame), fondata nel 1842 dai padri della Congregazione di Santa Croce: nel 1844 al college maschile ne venne affiancato uno femminile (Saint Mary's College), gestito dalle Suore della Santa Croce, e nel 1966 uno (Holy Cross College) gestito dai Fratelli di Santa Croce.
Dal punto di vista amministrativo è una unincorporated community.